# Beauficel
Ne doit pas être confondu avec Beauficel-en-Lyons.
Beauficel est une commune française, située dans le département de la Manche en région Normandie, peuplée de 119 habitants.

## Géographie
La commune est au nord du Mortainais. Son bourg est à 4,5 km au nord-ouest de Sourdeval, à 10 km à l'est de Saint-Pois, à 13 km au nord de Mortain et à 14 km au sud-est de Vire.
Le territoire est bordé au nord par la route départementale no 39 reliant Sourdeval au sud-est à Saint-Pois à l'ouest, et au sud par la D 911 (ancienne route nationale 811) joignant Sourdeval à Brécey à l'ouest. Le bourg est relié à ces deux axes par la D 496. La D 596 effectue un trajet parallèle à l'ouest du territoire, desservant notamment les lieux-dits la Brousse et la Graverie et reliant Gathemo au nord à Brouains au sud.
Beauficel est quasi exclusivement dans le bassin de la Sée par quatre de ses affluents s'écoulant du nord vers le sud dont l'Yeurseul et son propre affluent le Ravillon qui délimitent le territoire à l'est. La Sée marque la limite méridionale. Le nord du territoire correspond approximativement, sauf au nord-ouest, à la ligne de partage des eaux avec la Vire.
Le point culminant (357 / 359 m) se situe au nord, près du lieu-dit la Berthelière. Le point le plus bas (113 m) correspond à la sortie de la Sée du territoire, au sud-ouest. La commune est bocagère.
| Gathemo               | Gathemo   | Gathemo, Sourdeval (comm. dél. de Vengeons)     |
| Perriers-en-Beauficel | Beauficel | Sourdeval (comm. dél. de Vengeons)              |
| Perriers-en-Beauficel | Brouains  | Sourdeval (comm. dél. de Vengeons et Sourdeval) |

### Hydrographie
La commune est située dans le bassin Seine-Normandie. Elle est drainée par la Sée, le cours d'eau 01 de la commune de Perriers en Beauficel, le cours d'eau 01 de la Duremort, le cours d'eau 02 de la commune de Beauficel, le fossé 01 de la commune de Beauficel, le Ravillon, l'Yeurseul et divers autres petits cours d'eau,.
La Sée, d'une longueur de 79 km, prend sa source dans la commune de Sourdeval et se jette  dans le golfe de Saint-Malo en limite du Val-Saint-Père et de Vains, après avoir traversé 20 communes. Les caractéristiques hydrologiques de la Sée sont données par la station hydrologique située sur la commune de Juvigny les Vallées. Le débit moyen mensuel est de 1,57 m3/s. Le débit moyen journalier maximum est de 12,8 m3/s, atteint lors de la crue du 22 janvier 2018. Le débit instantané maximal est quant à lui de 17,4 m3/s, atteint le 24 octobre 1998.

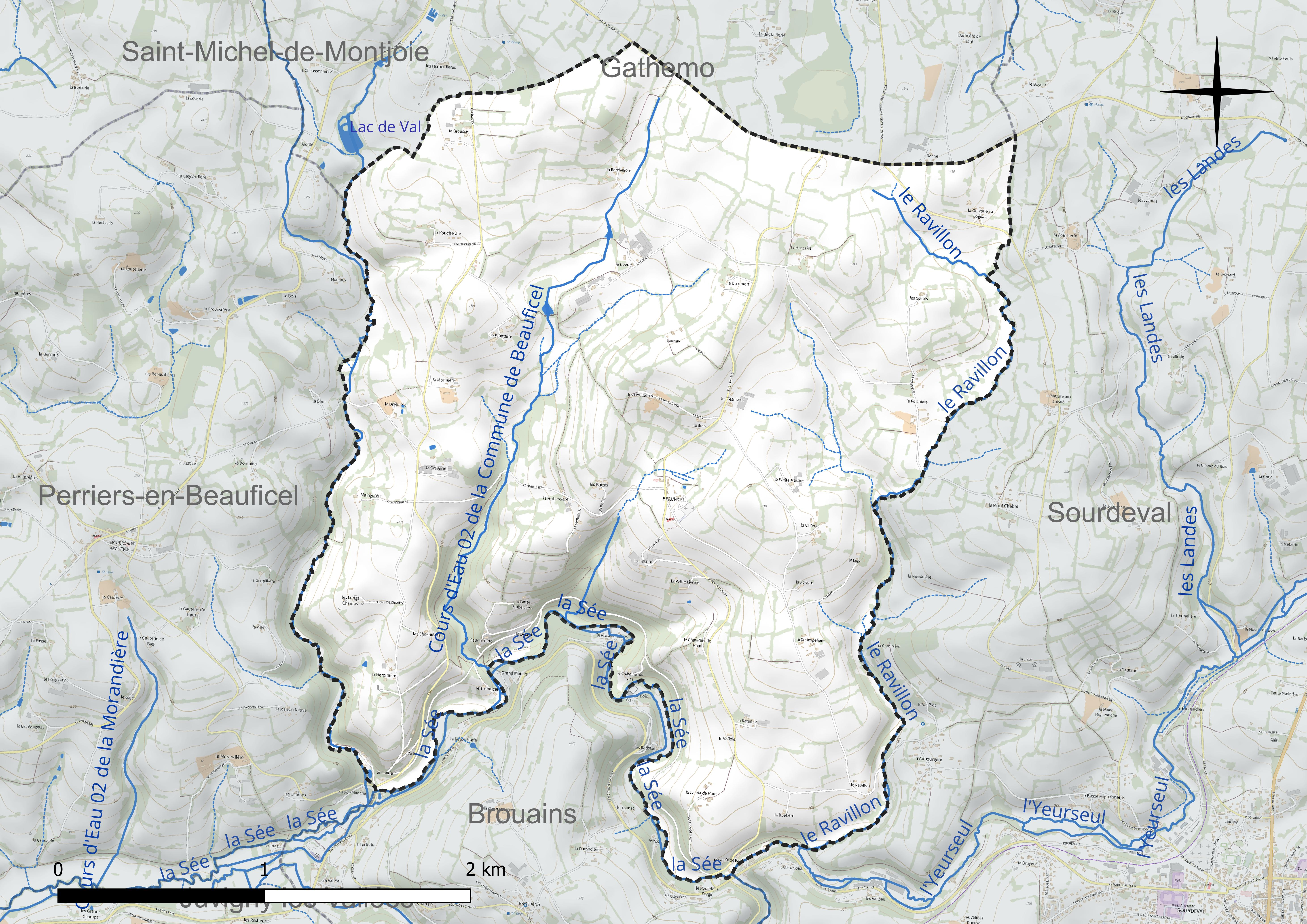
Réseau hydrographique de Beauficel.

### Climat
Pour des articles plus généraux, voir Climat de la Normandie et Climat de la Manche.
En 2010, le climat de la commune est de type climat océanique franc, selon une étude du CNRS s'appuyant sur une série de données couvrant la période 1971-2000. En 2020, Météo-France publie une typologie des climats de la France métropolitaine dans laquelle la commune est exposée à un climat océanique et est dans la région climatique  Normandie (Cotentin, Orne), caractérisée par une pluviométrie relativement élevée (850 mm/a) et un été frais (15,5 °C) et venté. Parallèlement le GIEC normand, un groupe régional d'experts sur le climat, différencie quant à lui, dans une étude de 2020, trois grands types de climats pour la région Normandie, nuancés à une échelle plus fine par les facteurs géographiques locaux. La commune est, selon ce zonage, exposée à un « climat contrasté des collines », correspondant au Bocage normand, bien arrosé, voire très arrosé sur les reliefs les plus exposés au flux d'ouest, et frais en raison de l'altitude.
Pour la période 1971-2000, la température annuelle moyenne est de 10,1 °C, avec une amplitude thermique annuelle de 13,3 °C. Le cumul annuel moyen de précipitations est de 1 195 mm, avec 15,5 jours de précipitations en janvier et 9,9 jours en juillet. Pour la période 1991-2020, la température moyenne annuelle observée sur la station météorologique la plus proche, située sur la commune de Saint-Hilaire-du-Harcouët à 20 km à vol d'oiseau, est de 11,5 °C et le cumul annuel moyen de précipitations est de 929,5 mm,. Pour l'avenir, les paramètres climatiques de la commune estimés pour 2050 selon différents scénarios d'émission de gaz à effet de serre sont consultables sur un site dédié publié par Météo-France en novembre 2022.

## Urbanisme

### Typologie
Au 1er janvier 2024, Beauficel est catégorisée commune rurale à habitat très dispersé, selon la nouvelle grille communale de densité à sept niveaux définie par l'Insee en 2022. Elle est située hors unité urbaine. Par ailleurs la commune fait partie de l'aire d'attraction de Vire Normandie, dont elle est une commune de la couronne,. Cette aire, qui regroupe 20 communes, est catégorisée dans les aires de moins de 50 000 habitants,.

### Occupation des sols
L'occupation des sols de la commune, telle qu'elle ressort de la base de données européenne d'occupation biophysique des sols Corine Land Cover (CLC), est marquée par l'importance des territoires agricoles (92,8 % en 2018), une proportion identique à celle de 1990 (92,8 %). La répartition détaillée en 2018 est la suivante : prairies (66,6 %), zones agricoles hétérogènes (26,2 %), forêts (7,2 %). L'évolution de l'occupation des sols de la commune et de ses infrastructures peut être observée sur les différentes représentations cartographiques du territoire : la carte de Cassini (XVIIIe siècle), la carte d'état-major (1820-1866) et les cartes ou photos aériennes de l'IGN pour la période actuelle (1950 à aujourd'hui).

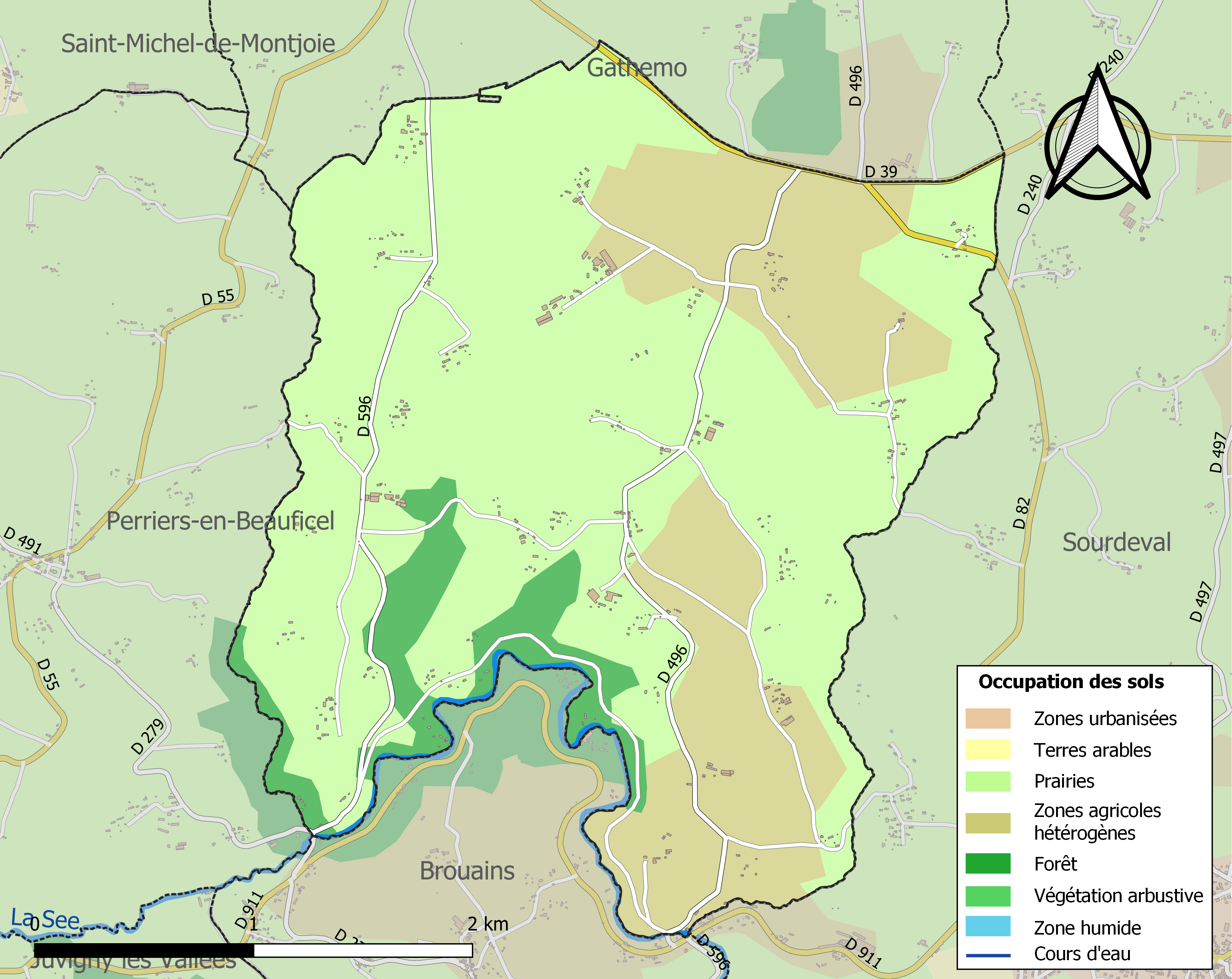
Carte des infrastructures et de l'occupation des sols de la commune en 2018 (CLC).

## Toponymie
Le nom de la localité est attesté sous les formes latinisées Belfuissello en 1147, de Bello fusselo en 1203 et romane Beaufuissel en 1310.
L'ancien français fuissel, « petit bout de bois, bâton », s'est confondu assez tôt avec fusel, « fuseau ».
Selon Albert Dauzat, fuissel est un diminutif de fût au sens de « tronc d'arbre », associé à l'adjectif bel > beau, d'où le sens global de « beau tronc d'arbre ».
François de Beaurepaire donne au terme fuissel la signification de « bois d'œuvre » et par extension « forêt où il y a du bois d'œuvre, fûtaie ». René Lepelley reprend les termes du précédent, sans citer cependant de formes anciennes et en formulant de manière ambiguë l'étymologie ultime des mots fuissel et bel, confondue avec la réalité médiévale de la formation toponymique.
En effet, le gallo-roman fustellu a abouti à l'ancien français fuissel. Fustellu est dérivé à partir du radical fust- (issu du latin fustis « bois coupé, bâton ») à l'aide du suffixe -ellu (latin classique -ellus). Le latin fustis a de son côté donné l'ancien français fust, puis fût (d'un arbre), d'où fustaie (fûtaie). En revanche, la formation toponymique Beauficel est médiévale et repose sur les termes d'ancien français bel et fuissel qui ont évolué par la suite en beau et *fissel (avec une graphie -ficel inspirée du mot ficelle). L'évolution phonétique fuissel puis *fissel est caractéristique du normand.
Homonymie avec Beauficel-en-Lyons, ancien essart de la forêt de Lyons.
Le gentilé est Beauficelois.

## Histoire
La famille de La Broïse était celle qui possédait Beauficel. De nombreux manoirs comme celui de la Herpinière lui appartenait.
Jean Labrousse († 1793), né à Beauficel, ecclésiastique, précepteur dans la famille Guyot de Caen, qui avait refuser de prêter serment sera massacré à Granville le 29 août 1793.

## Politique et administration
| Période                                                                                  | Période   | Identité           | Étiquette | Qualité      |
| ---------------------------------------------------------------------------------------- | --------- | ------------------ | --------- | ------------ |
|                                                                                          | 1794…     | Jean Hamon         |           |              |
| …1796                                                                                    | 1797      | Jacques Esnout     |           |              |
| 1797                                                                                     | 1798      | Jean Hamon         |           |              |
| 1798                                                                                     | 1843      | Jacques Le Jemble  |           |              |
| 1843                                                                                     | 1860      | François Le Jemble |           |              |
| 1860                                                                                     | 1876      | Théodore Danguy    |           |              |
| 1876                                                                                     | 1896      | Edouard Vaullegard |           |              |
| 1896                                                                                     | 1908      | Léon Danjou        |           |              |
| 1908                                                                                     | 1931      | Auguste Raulin     |           |              |
| 1931                                                                                     | 1945      | Hippolyte Mariette |           |              |
| 1945                                                                                     | 1960      | Émile Pelluet      |           |              |
| 1960                                                                                     | mars 2008 | Bernard Bréard     | SE        |              |
| mars 2008                                                                                | En cours  | Martine Herbert    | SE        | Agricultrice |
| Une partie des données est issue d'une liste établie par Jean Pouëssel et Nicolas Garel. |           |                    |           |              |

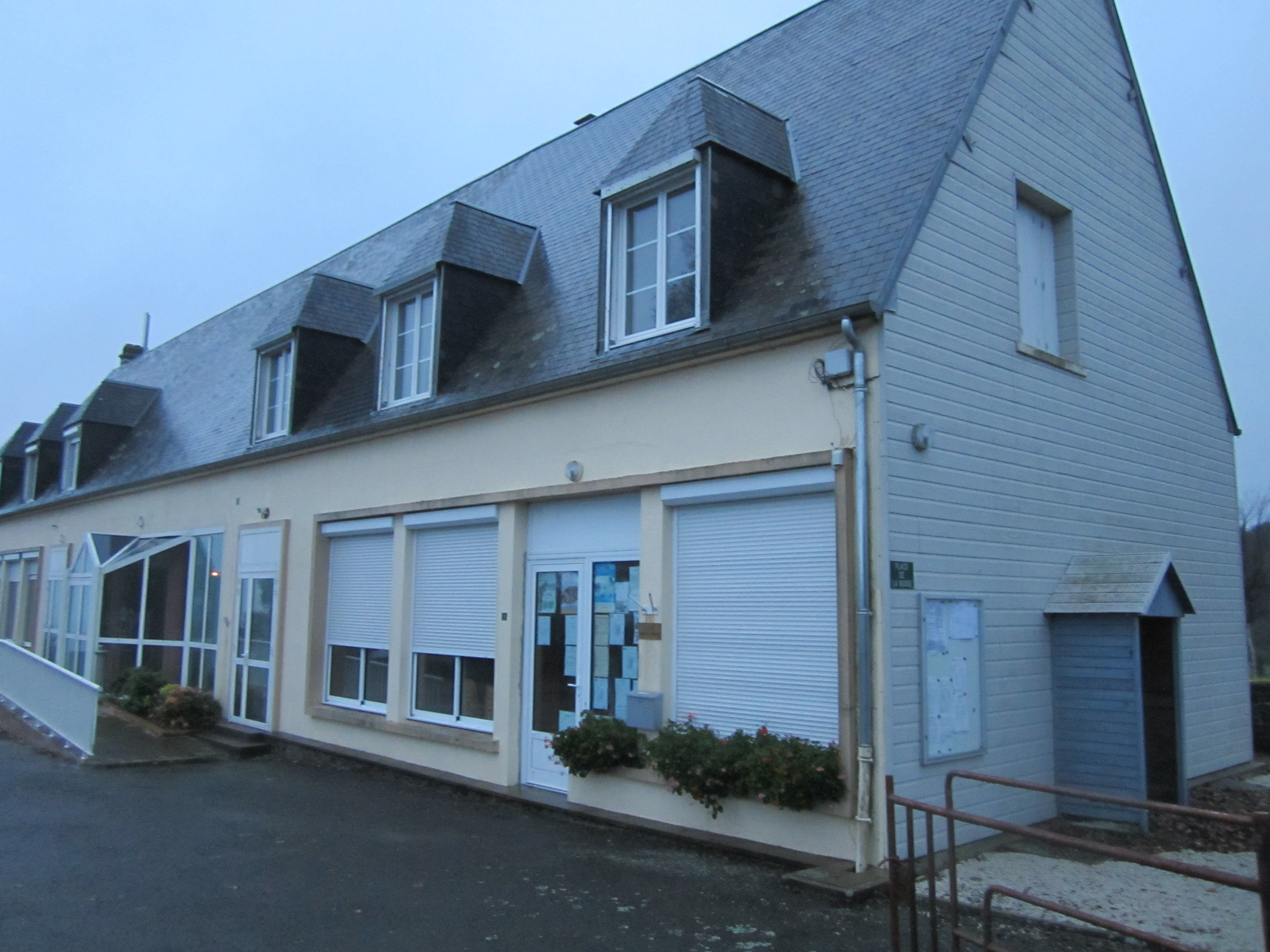
La mairie.

Le conseil municipal est composé de onze membres dont le maire et deux adjoints.

## Démographie
L'évolution du nombre d'habitants est connue à travers les recensements de la population effectués dans la commune depuis 1793. Pour les communes de moins de 10 000 habitants, une enquête de recensement portant sur toute la population est réalisée tous les cinq ans, les populations de référence des années intermédiaires étant quant à elles estimées par interpolation ou extrapolation. Pour la commune, le premier recensement exhaustif entrant dans le cadre du nouveau dispositif a été réalisé en 2008.
En 2022, la commune comptait 119 habitants, en évolution de −17,36 % par rapport à 2016 (Manche : −0,31 %, France hors Mayotte : +2,11 %).
Au premier recensement républicain, en 1793, Beauficel comptait 650 habitants, population jamais atteinte depuis. Elle est la commune la moins peuplée du canton de Sourdeval.
| 1793 | 1800 | 1806 | 1821 | 1831 | 1836 | 1841 | 1846 | 1851 |
| ---- | ---- | ---- | ---- | ---- | ---- | ---- | ---- | ---- |
| 650  | 519  | 549  | 590  | 579  | 617  | 626  | 622  | 584  |

| 1856 | 1861 | 1866 | 1872 | 1876 | 1881 | 1886 | 1891 | 1896 |
| ---- | ---- | ---- | ---- | ---- | ---- | ---- | ---- | ---- |
| 559  | 559  | 539  | 527  | 533  | 503  | 441  | 427  | 414  |

| 1901 | 1906 | 1911 | 1921 | 1926 | 1931 | 1936 | 1946 | 1954 |
| ---- | ---- | ---- | ---- | ---- | ---- | ---- | ---- | ---- |
| 389  | 368  | 370  | 307  | 314  | 306  | 313  | 347  | 309  |

| 1962 | 1968 | 1975 | 1982 | 1990 | 1999 | 2006 | 2008 | 2013 |
| ---- | ---- | ---- | ---- | ---- | ---- | ---- | ---- | ---- |
| 290  | 293  | 243  | 225  | 175  | 163  | 164  | 164  | 156  |

| 2018 | 2022 | - | - | - | - | - | - | - |
| ---- | ---- | - | - | - | - | - | - | - |
| 126  | 119  | - | - | - | - | - | - | - |

## Lieux et monuments
- Église Saint-Pierre du XVIe siècle. L'église abrite les statues d'un saint avec son épée et un livre, de saint Pierre et d'un christ en croix du XVIIIe[32].
- Croix de chemin des XVIIe et XIXe siècles et croix de cimetière du XVIIIe.
- Chapelle de la Foucheraie du XXe siècle, et son pèlerinage dédié à Notre-Dame.
- Chapelle à La Coërie.
- Manoir de la Herpinière de plan massé du XVIe siècle, qui a conservé la plupart de ses huisseries d'origines dont les portes donnant sur quatre échauguettes[40]. La terre du château de la Herpinière fut successivement la possession des familles Verdun (1484), La Broise et à leurs descendants en ligne féminine (Marseul et Vaufleury) jusqu'en 1802, puis aux familles Le Jemble et Hervieu[32]. C'est probablement Jean Ier de La Broise, qui fit construire le château vers 1594[32].
- Ancien presbytère avec fronton et linteau sculpté : « F.F PAR.ME Jean Henri Duhamel curé 1733 »[32].
- Plusieurs maisons du XVIIIe siècle.

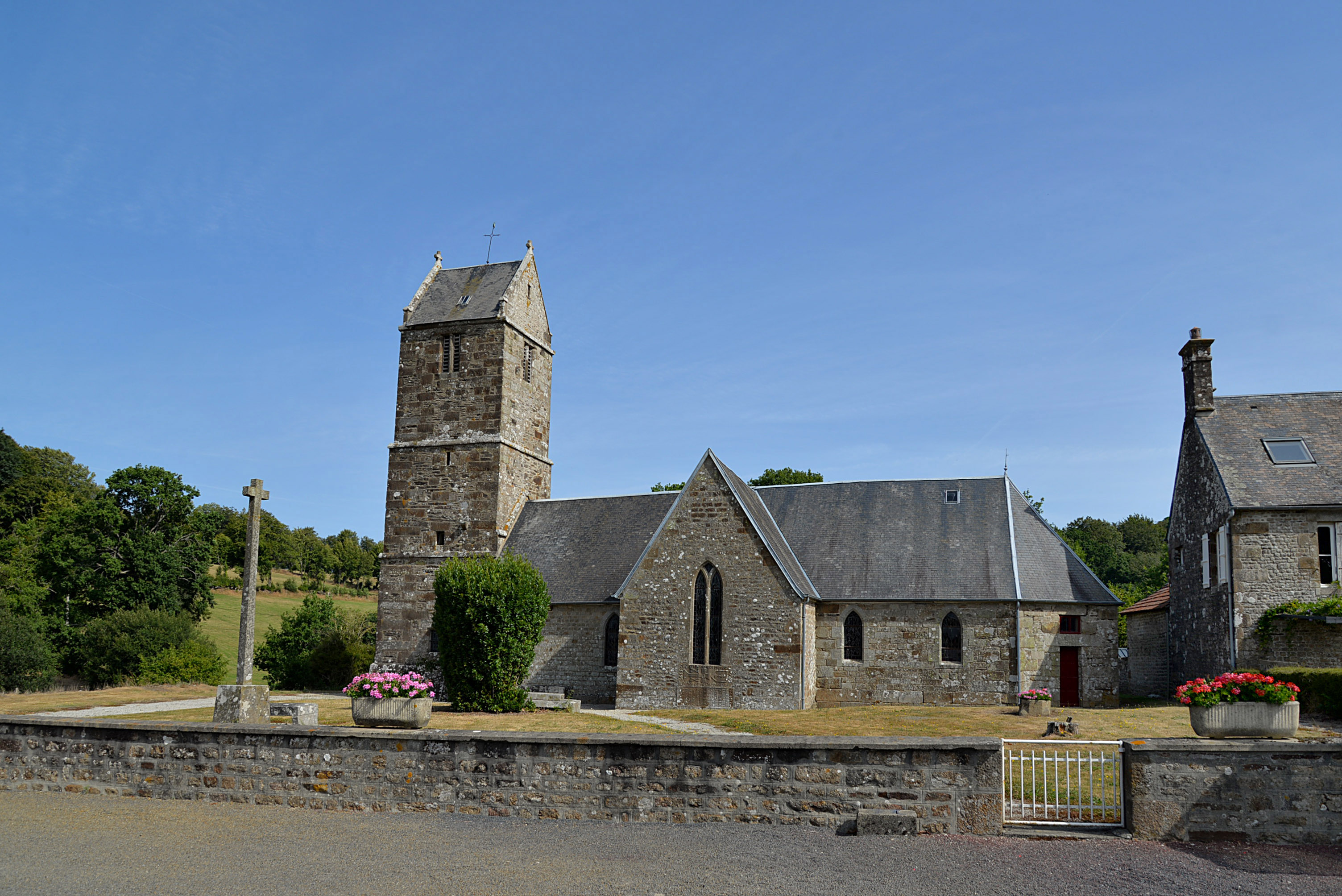
L'église Saint-Pierre.
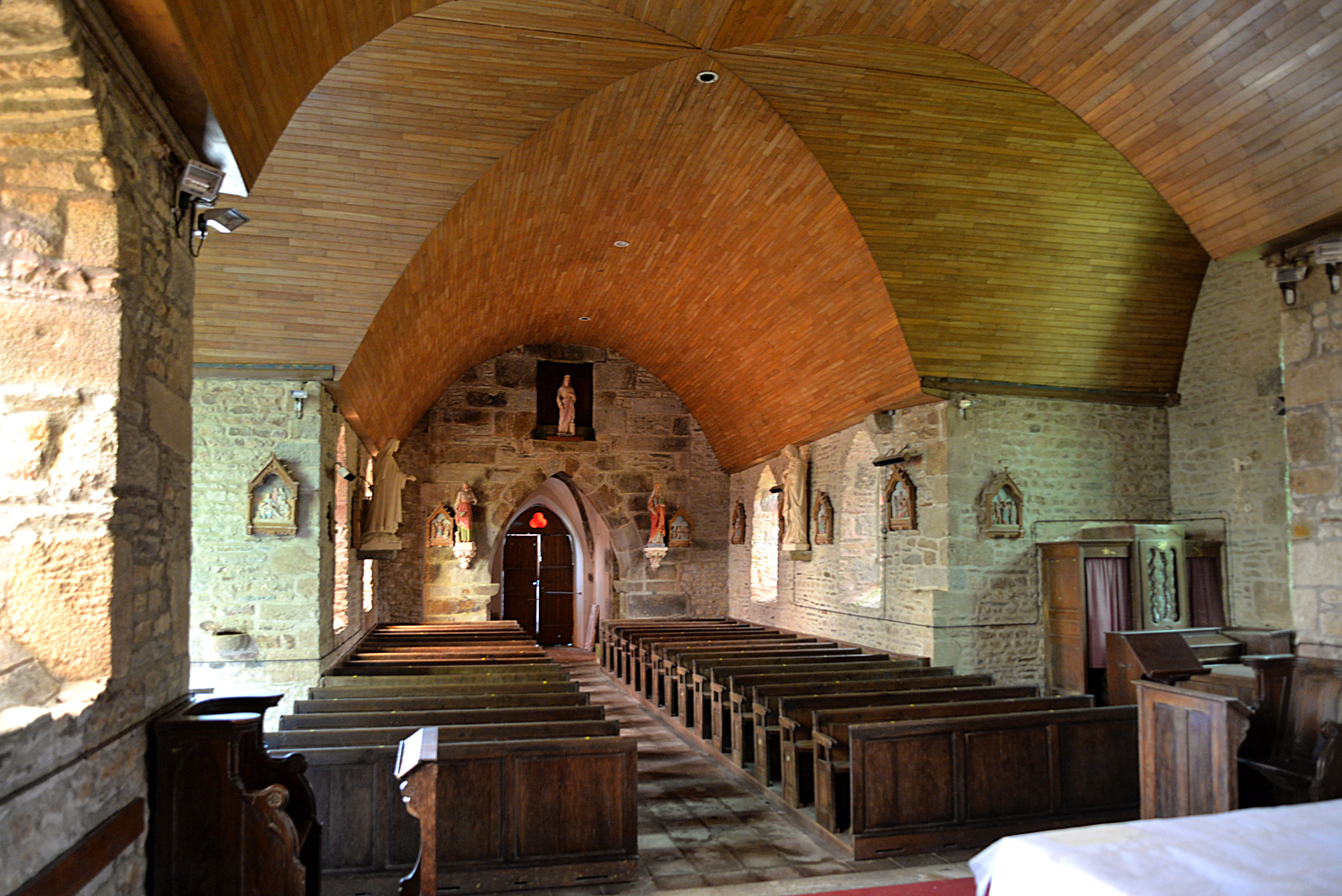
La nef de l'église Saint-Pierre.
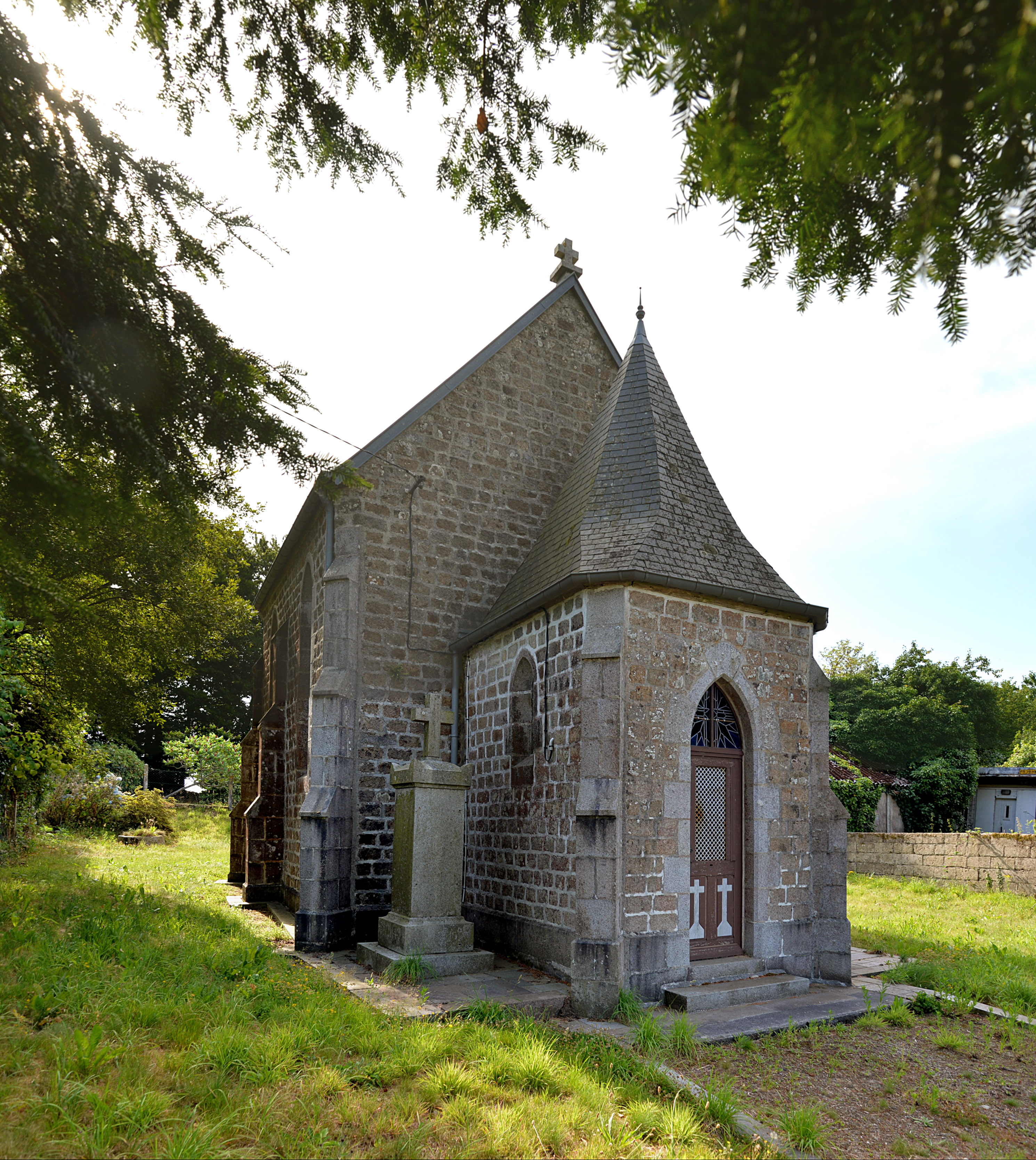
La chapelle de la Foucheraie.